# Eumorpha hesperidum
Eumorpha hesperidum är en fjärilsart som beskrevs av Kirby 1880. Eumorpha hesperidum ingår i släktet Eumorpha och familjen svärmare. Inga underarter finns listade i Catalogue of Life.